# Podbrezje
Podbrezje – wieś w Słowenii, w gminie Naklo. W 2018 roku liczyła 782 mieszkańców.